# Skadjavärri
Skadjavärri är en kulle i Finland. Den ligger i Utsjoki kommun i landskapet Lappland, i den norra delen av landet, 1 100 km norr om huvudstaden Helsingfors. Toppen på Skadjavärri är 350 meter över havet. Skadjavärri ingår i Paistunturit.
Terrängen runt Skadjavärri är kuperad norrut, men söderut är den platt.  Trakten runt Skadjavärri är nära nog obefolkad, med mindre än två invånare per kvadratkilometer. Omgivningarna runt Skadjavärri är i huvudsak ett öppet busklandskap.